# هاينريش مندلسون
هاينريش مندلسون (30 أكتوبر 1910 - 19 نوفمبر 2002) عالم حيوان ألماني إسرائيلي. يعتبر من مؤسسي المحميات الطبيعية في إسرائيل ورائدا في إسرائيل في علوم الحيوان. ومن مؤسسي جامعة تل أبيب. وحصل على جائزة إسرائيل في علوم الحياة في عام 1973.
كان من بين اكتشافاته صفدع الحولة الملون، والذي يعتبر نوعًا نادرًا ومهمًا للبحث.

## حياته
ولد مندلسون في 30 أكتوبر 1910 في برلين. وكان والده جوزيف بول تاجرا، ووالدته لوسي لودموفسكي من مواليد كاتوفيتسه في بولندا، والتي كانت آنذاك جزءًا من ألمانيا.
وهو من عائلة الفيلسوف موسى مندلسون من جهة، والحاخام موسى الإسرائيلي من جهة أخرى.
وكان في طفولته مهتما بالحيوانات والعلوم. وانضم في سن المراهقة إلى الحركات الصهيونية مثل «كديما» و«بلاو فايس».في سن المراهقة،
درس الطب وعلم الحيوان في جامعة هومبولت من 1928-1933. وخلال هذه الفترة في برلين، درس اللغة العبرية مع ألكسندر باراش، خبير الرخويات الذي أصبح لاحقًا زميلًا له في جامعة تل أبيب.
ومع صعود النازيين إلى الحكم في ألمانيا، هاجر إلى إسرائيل بمفرده، وأقنع والديه وشقيقته روت بالهجرة لاحقاً. 
وبعد وصوله إلى إسرائيل، واصل مندلسون دراسته الأكاديمية، حيث درس أولاً علم الحيوان في الجامعة العبرية في القدس. وفي عام 1936 كان أحد خريجي السنة الأولى لكلية الرياضيات والعلوم الطبيعية.  وفي أطروحته للماجستير تناول أسلوب حياة القواقع، وفي أطروحته للدكتوراه تناول حياة الطيور المختلفة في أرض إسرائيل. وأشرف على دراساته البروفيسور فريدريش سيمون بودنهايمر.
وأثناء دراسته، انضم مندلسون إلى طاقم المعهد البيولوجي التربوي في تل أبيب، تحت إشراف جوشوا مارغولين، وبعد وفاته في عام 1947 تم تعيينه مديرًا للمعهد. وشغل هذا المنصب لمدة ست سنوات.
كان مندلسون مشاركًا في تأسيس جامعة تل أبيب وكان أول عميد لكلية علوم الحياة، والنائب الأول لرئيس الجامعة. وأسس قسم علم الحيوان وترأسه. وفي هذه المناصب شجع مندلسون البحث العلمي في العديد من مجالات العلوم، وأبرزها البحث في الكائنات الحية بشكل كامل. كما طور مجموعات الحيوانات بجامعة تل أبيب، وكان مديرًا لحديقة حيوان جامعة تل أبيب. وفي حديقة الحيوان ساهم في الحفاظ على الأنواع المهددة بالانقراض. [1]
ويرى أن عالم الحيوان لا بد أن يكون لديه فهم جيد ومعرفة شاملة بجميع العمليات التي تحدث في الطبيعية. وينعكس هذا الراي في عمله المكثف والشامل في هذا المجال.
وبالإضافة إلى مساهمة مندلسون العظيمة في المجال الأكاديمي والبحثي، فقد قدم أيضًا العديد من المساهمات في مجال الحفاظ على الطبيعة والحياة البرية في إسرائيل. وشارك في تأسيس أول محمية طبيعية، وفي إنشاء هيئة المحميات الطبيعية الإسرائيلية (وتغير اسمها لاحقا ليكون هيئة الطبيعة والمتنزهات) وفي إنشاء جمعية حماية الطبيعة.
حصل على جائزة وايزمان للأبحاث في العلوم الدقيقة «لعمله الرائد في البحث الحديث عن الفقاريات في إسرائيل» عام 1971 وفاز بجائزة إسرائيل في علوم الحياة عام 1972.
ويوجد أرشيفه في أرشيف تاريخ جامعة تل أبيب.

## أبحاثه
نشر هاينريش مندلسون مقالات عديدة عن الحيوانات في أرض إسرائيل. تناولت منشوراته مواضيع متنوعة في هذا المجال: 
- تناقص أعداد السمان المهاجر في إسرائيل وسيناء
- قتل الطيور الجارحة في وادي الحولة
- نسر أذون على وشك الانقراض
- وضع الغزلان في إسرائيل
- تقرير يوضح بالتفصيل تأثير الأنشطة البشرية على الطيور في إسرائيل

وتعتبر أبحاثه رائدة في مجال دراسة علم الحيوان في جميع أنحاء العالم. [1]

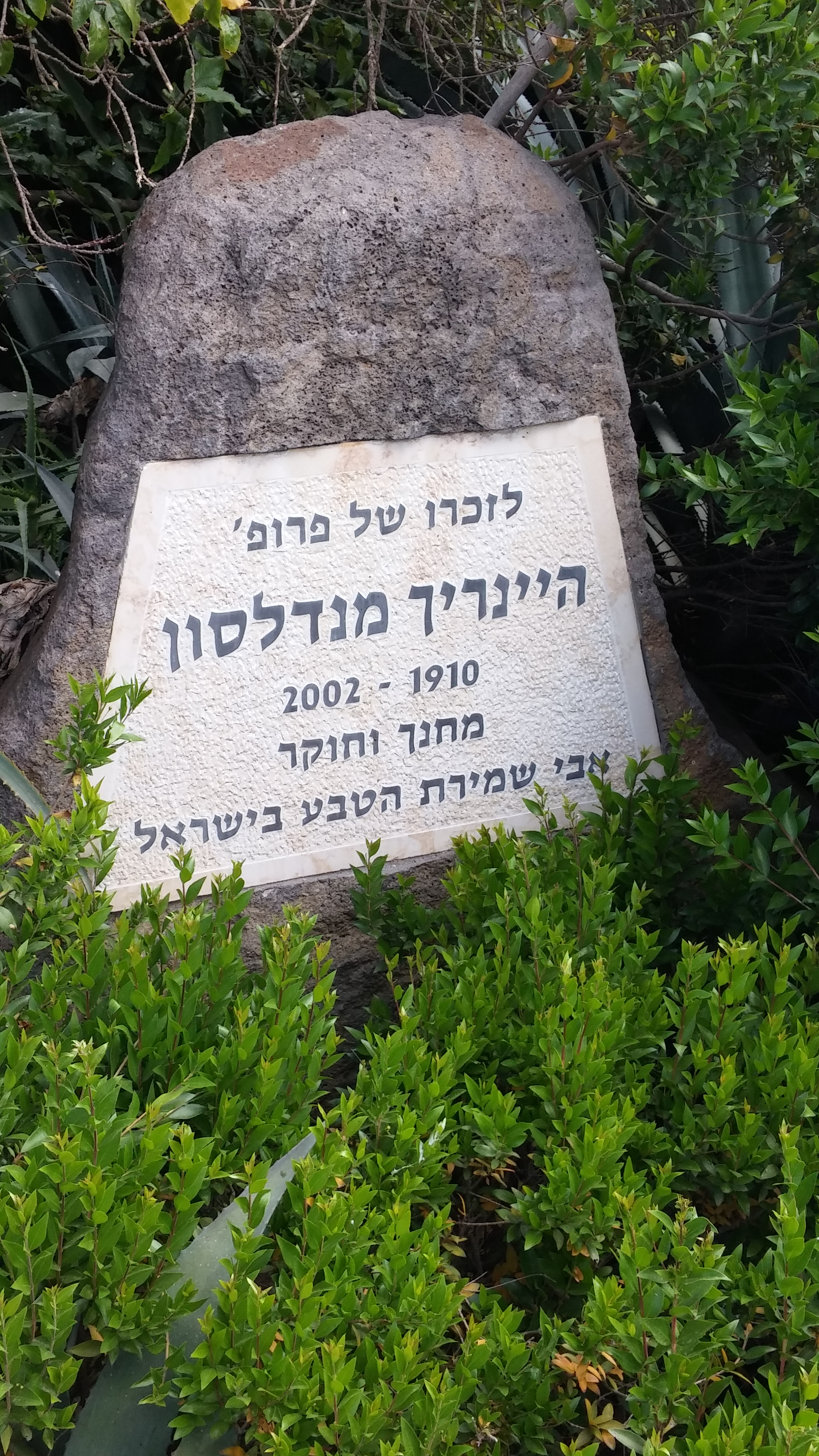
شاهد تذكاري لمندلسون في حديقة حيوان جامعة تل أبيب - كتب عليه "أبو حماية الطبيعة في إسرائيل" -